# أكيرا سوزوكي

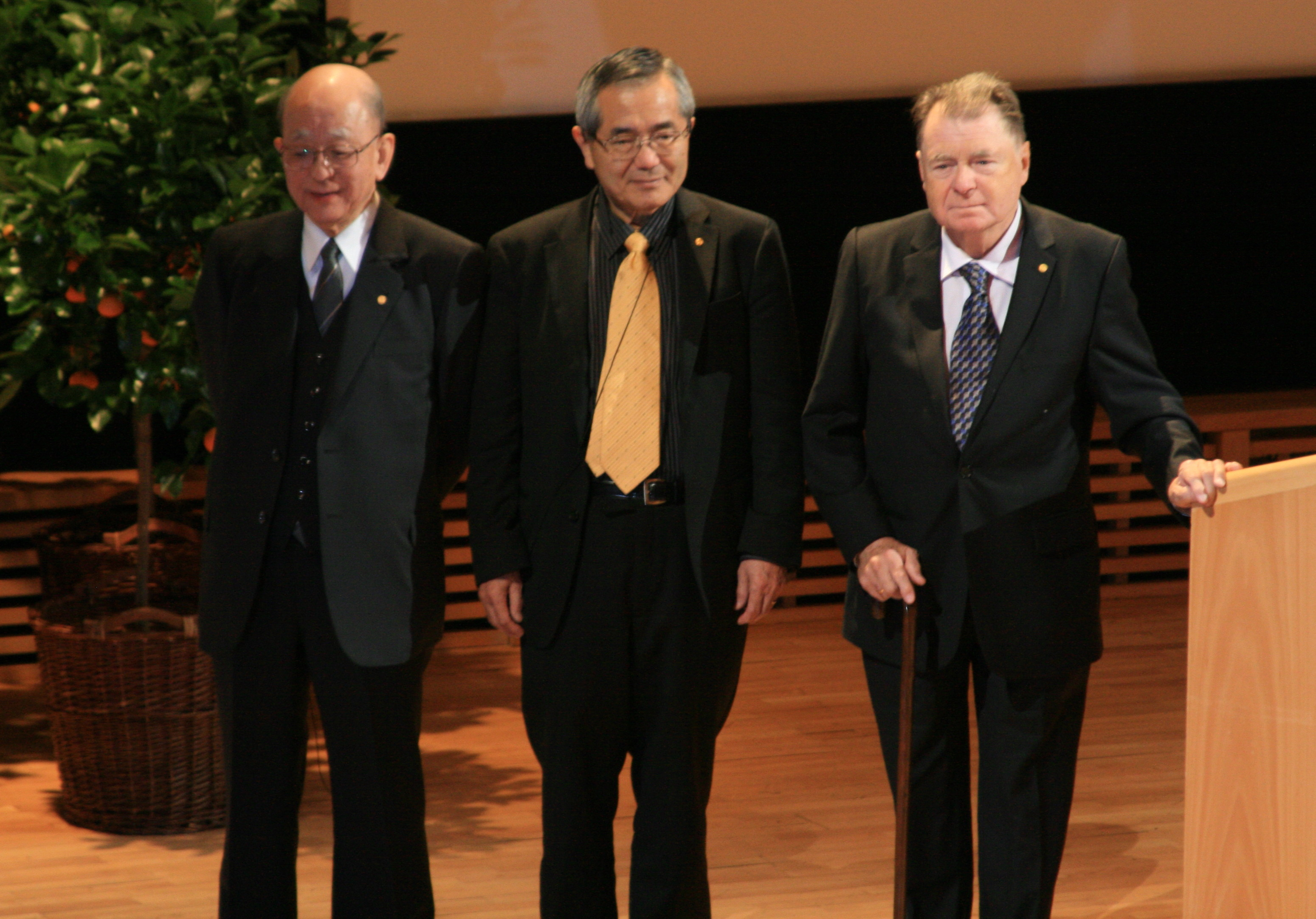
من اليسار: سوزوكي ونيجيشي وهيك (2010)

أكيرا سوزوكي (12 سبتمبر 1930 -)، عالم كيمياء عضوية ياباني. حصل على جائزة نوبل في الكيمياء عام 2010 متقاسمها مع أمريكي ريتشارد هيك والياباني أي إيتشي نيجيشي وذلك لتطويرهم وسيلة تسهل تصنيع كيماويات مركبة مثل الموجودة في الطبيعة ومن بينها مواد يمكن أن تساعد على مكافحة السرطان.

## روابط خارجية
- أكيرا سوزوكي على موقع الموسوعة البريطانية (الإنجليزية)
- أكيرا سوزوكي على موقع مونزينجر (الألمانية)
- أكيرا سوزوكي على موقع إن إن دي بي (الإنجليزية)